# Lyngdal
Lyngdal é uma comuna da Noruega, com 391 km² de área e 7 216 habitantes (censo de 2004).         